# Troubsko (przystanek kolejowy)
Troubsko – przystanek w Troubsku, w kraju południowomorawskim, w Czechach. Znajduje się na wysokości 265 m n.p.m.
Jest zarządzany przez Správę železnic. Na przystanku nie ma możliwości zakupu biletów, a obsługa podróżnych odbywa się w pociągu.

## Linie kolejowe
- 240 Brno - Jihlava
- 244 Brno - Hrušovany nad Jevišovkou